# Irreversible (Original Soundtrack from the Motion Picture)
Irreversible (Original Soundtrack from the Motion Picture) è una colonna sonora del musicista francese Thomas Bangalter, pubblicata il 22 maggio 2002 dalla Roulé.

## Descrizione
Composto da sedici brani, il disco è stata composta dal musicista appositamente per il film Irréversible di Gaspar Noé.

## Tracce
Musiche di Thomas Bangalter, eccetto dove indicato.
1. Irréversible – 6:32
2. Tempus Edax Rerum – 1:14
3. Symphony N° 9 In D Major - Adagio (Excerpt) – 1:49 (musica: Gustav Mahler) – assente nell'edizione statunitense
4. Rectum – 6:23
5. Night Beats – 2:17
6. Stress – 6:41
7. Paris by Night – 6:05
8. Outrage – 6:29
9. Outrun – 5:42
10. Spinal Scratch – 6:29
11. Extra Dry – 4:57
12. Desaccords – 3:48
13. Ventura/Into the Tunnel – 5:47
14. Mon manege a moi – 3:51 (musica: Étienne Daho) – assente nell'edizione statunitense
15. Symphony N° 7 In A Major Op. 92 (Excerpt) – 3:23 (musica: Ludwig van Beethoven) – assente nell'edizione statunitense
16. The End – 1:11